# 武内神社 (渋川市)
武内神社（たけうちじんじゃ）は、吾妻川沿いの群馬県渋川市祖母島にある神社。祭神は建内宿禰命。上野国群馬郡の式内小社。旧社格は村社。

## 祭神
- 武内宿禰命[1][2][3]
- 保食神[1][2][3]

## 由緒
文安元年（1444年）9月21日に川島の甲波宿禰神社より分社したことが始まりとされている。
宝永5年（1708年）の宗源宣旨に「正一位宿祢大明神」とあるように、江戸時代までは「宿祢神社」とされていた。明治2年（1869年）に「武内神社」と改称した。鳥居の扁額には、「正一位宿禰大明神」とある。
尾崎喜左雄は武内神社＝宿祢神社が元は甲波宿禰神社であったとする。「甲波」を川、「宿禰」を「直根」として「川の本流」を意味する社名と解し、吾妻川沿いの箱島・祖母島・川島と「島」のつく地に3社が並んでいたことから、吾妻川を神格化したものと説明している。
本殿の昇勾欄の擬宝珠に宝永8年（1711年）の線刻があることから、同年が建造年とされている。
社殿は祖母塚（うばづか）と呼ばれる高台の上に位置する。前方後円墳であるとの見方もあったが、自然の丘陵である。当地には日本武尊の妻・上妻姫とその子の住んだ地であるとの伝承があり、祖母塚は上妻姫の墓であり、祖母島の地名の由来となったという。

## 境内

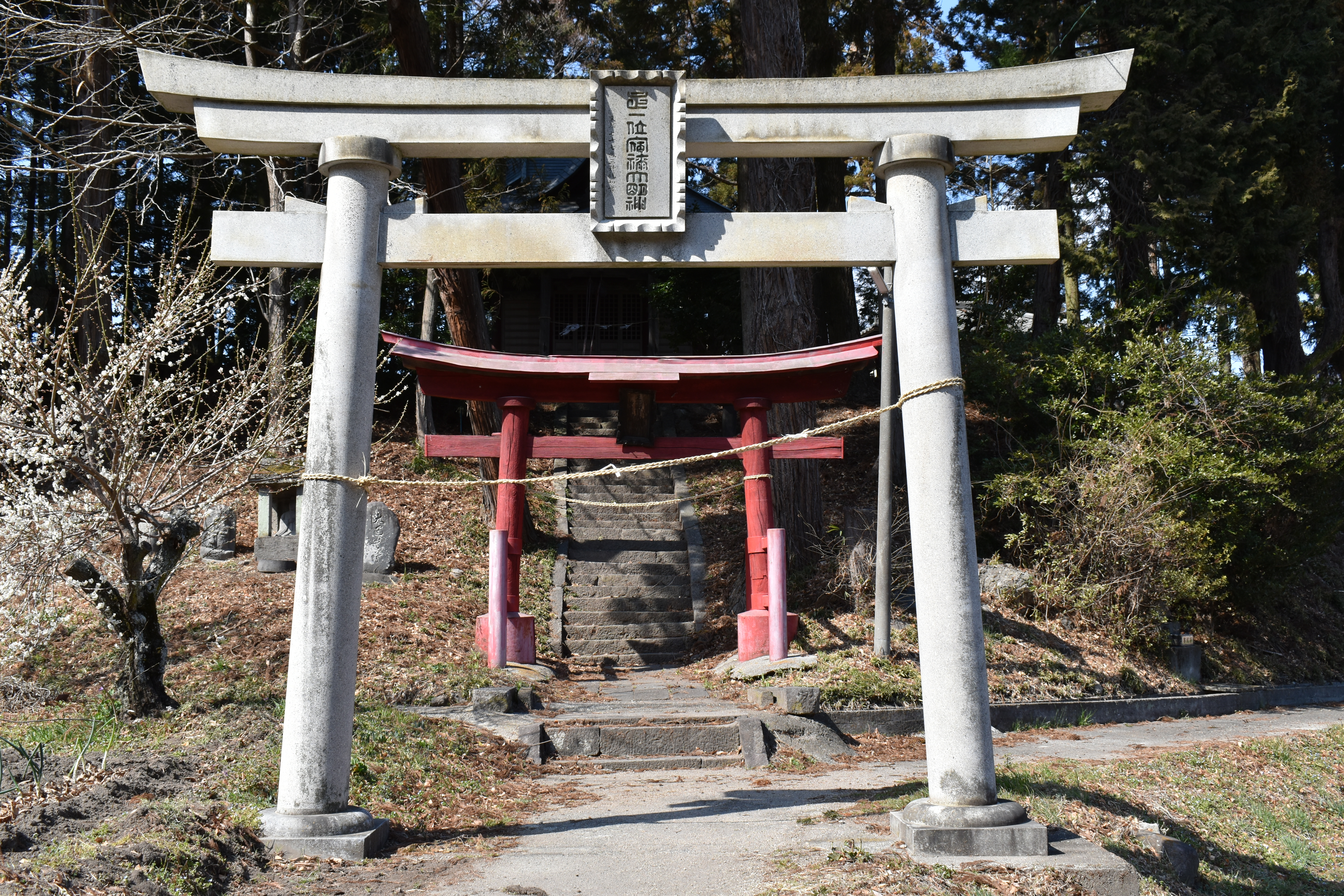
一の鳥居
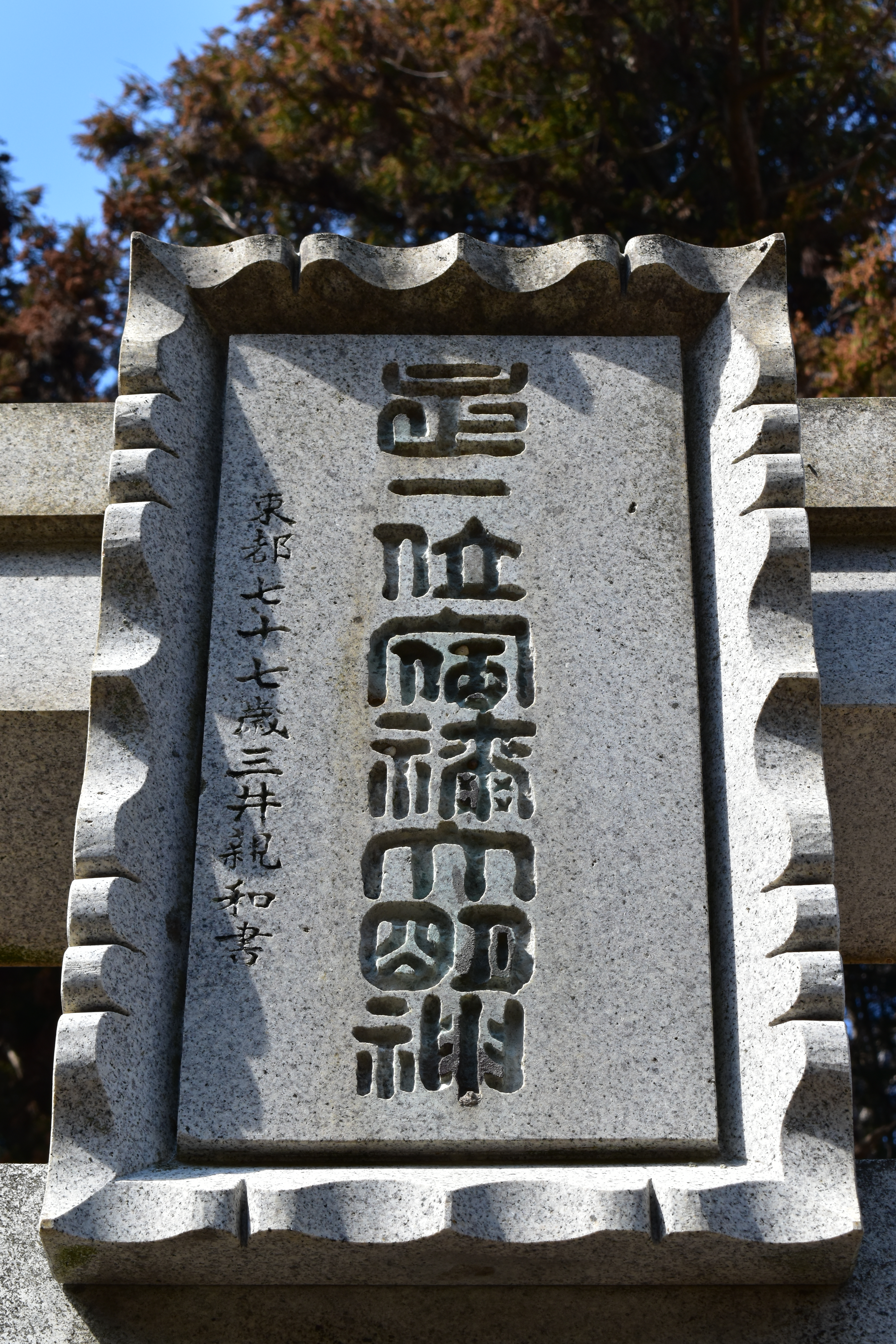
一の鳥居の扁額
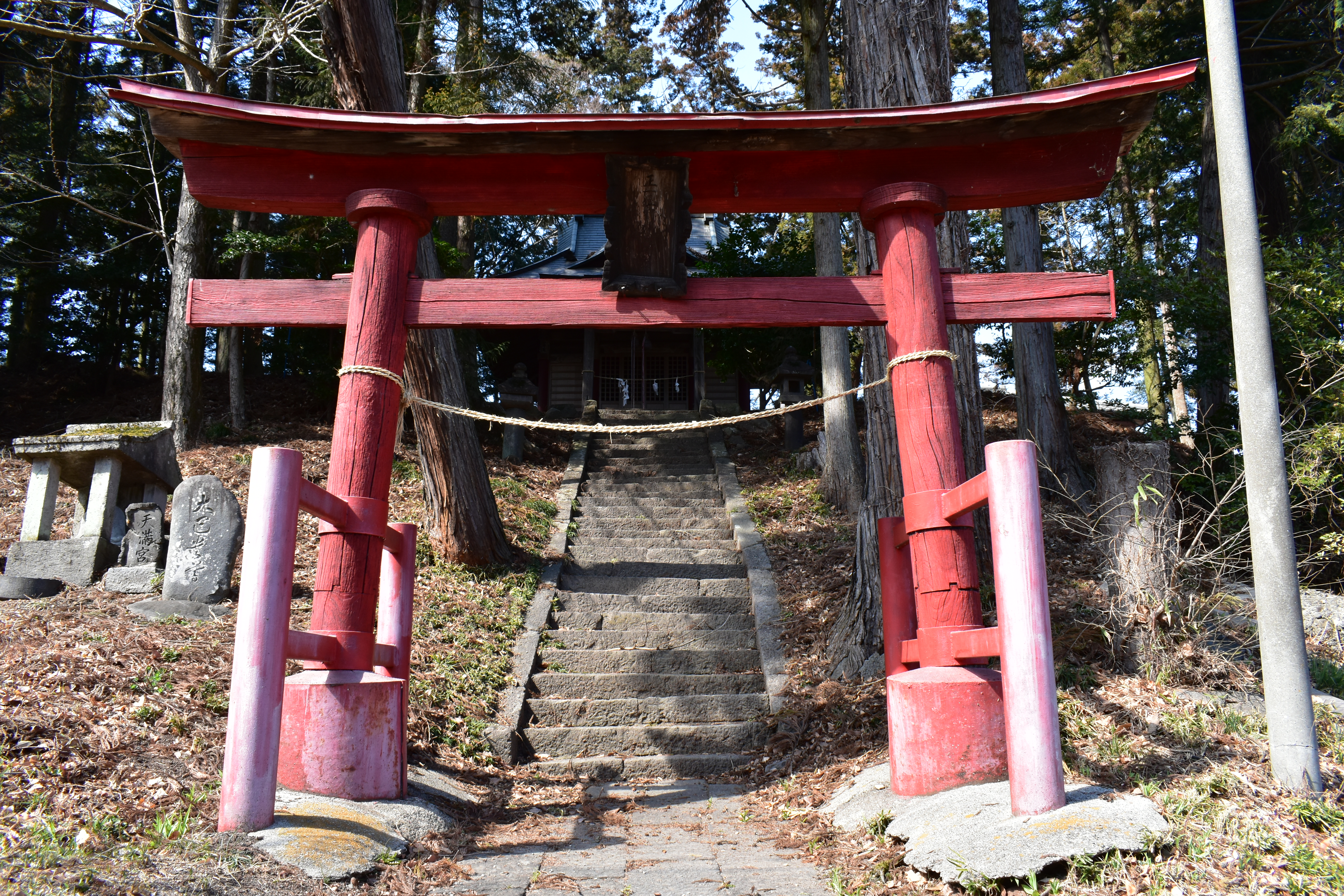
二の鳥居
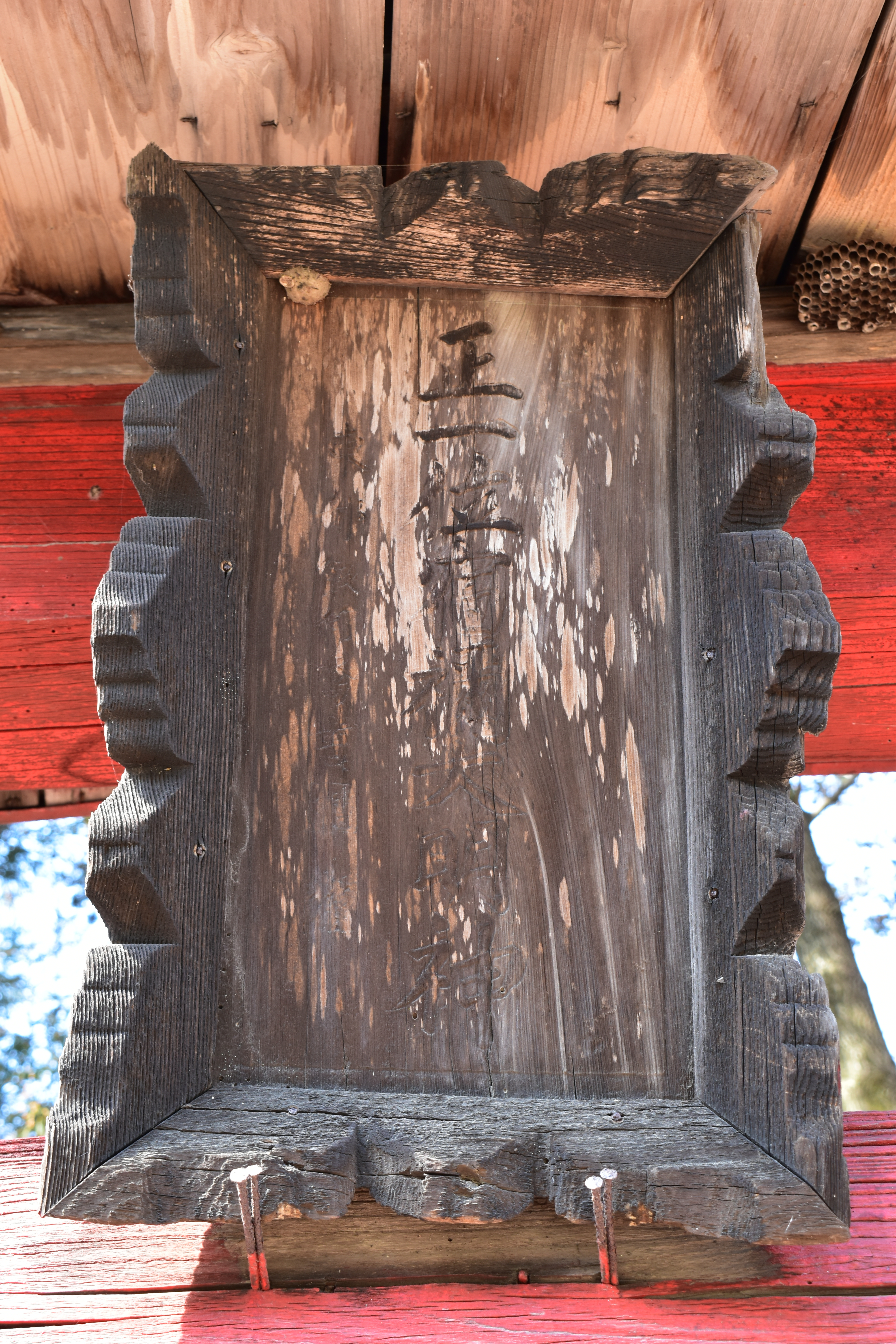
二の鳥居の扁額
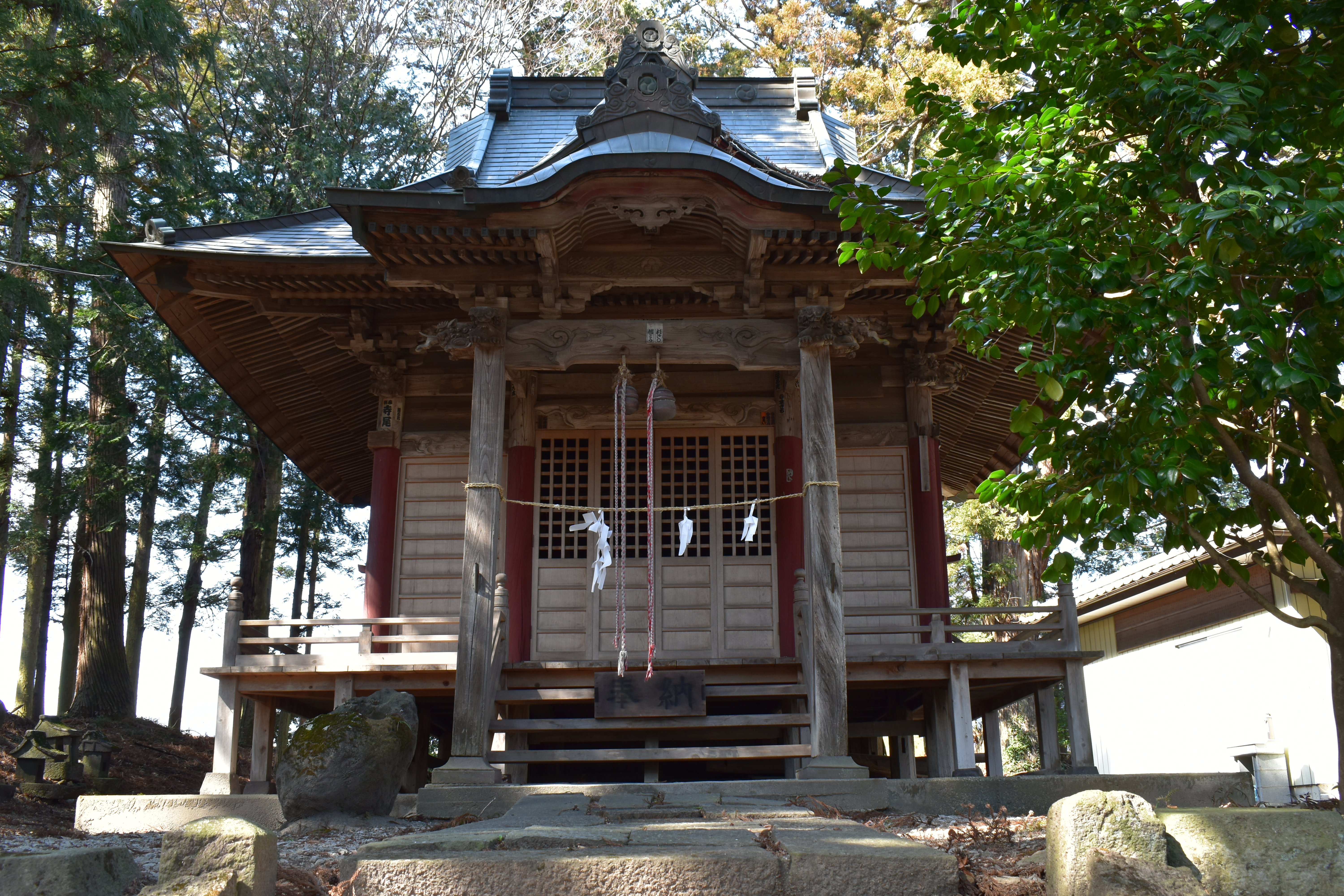
社殿

## 祭事
- 4月3日 - 春季例祭[3]
- 7月25日 - 祇園祭、合祀されている八坂神社の祭事で、神輿が渡御する[3]。
- 10月9日 - 秋季例祭[3]

## 交通
- JR東日本 吾妻線 祖母島駅 から 徒歩10分